# Mary Ann Conklin
Mary Ann Conklin, känd som Mother Damnable och Madame Damnable, född 1821, död 1873, var en amerikansk bordellägare, känd från Vilda Västerns legendflora. 
Hon drev 1853-1873 den berömda bordellen Felker House i Seattle, känd som stadens första bordell, som slussade inkomsten från sjömän och timmermän in i den lokala ekonomin, och tillhörde den nygrundade stadens pionjärgestalter. Hon fick sitt smeknamn på grund av sitt språk, och sades kunna svära på engelska, kinesiska, franska, tyska, portugisiska och spanska. 
Hon var född i Pennsylvania och kom till Västkusten med sin make, som dock övergav henne på sin väg till Alaska. Hon anställdes av Leonard Felker för att sköta ett hotell på ett hus han ägde i Seattle, och utvecklade denna till en framgångsrik bordell. 
Hon skildrades under slaget vid Seattle 1856, då hon hindrade stadens försvarare att riva ned de buskar som omgav hennes bordell och skyddade hennes förmögna kunder från insyn. 
Hon är föremål för en urban legend, som påstod att hennes lik förvandlades till sten i hennes kista. 